# Mehmetli-Talsperre
Die Mehmetli-Talsperre (türkisch Mehmetli Barajı; früher Kesiksuyu-Talsperre) ist eine Talsperre an der Südflanke des Taurusgebirges am Fluss Kesiksuyu in der Provinz Osmaniye im Süden der Türkei.
Die Mehmetli-Talsperre wurde in den Jahren 1965–1971 mit dem Zweck der Bewässerung und des Hochwasserschutzes errichtet.
Das Absperrbauwerk ist ein 57,4 m (über der Talsohle) hoher Erdschüttdamm. Das Dammvolumen beträgt 4,4 Mio. m³.
Der Stausee bedeckt eine Fläche von 2,8 km². Der Speicherraum beträgt 53 Mio. m³. 
Die Talsperre ist für die Bewässerung einer Fläche von 11.876 ha ausgelegt.